# Horno manabita

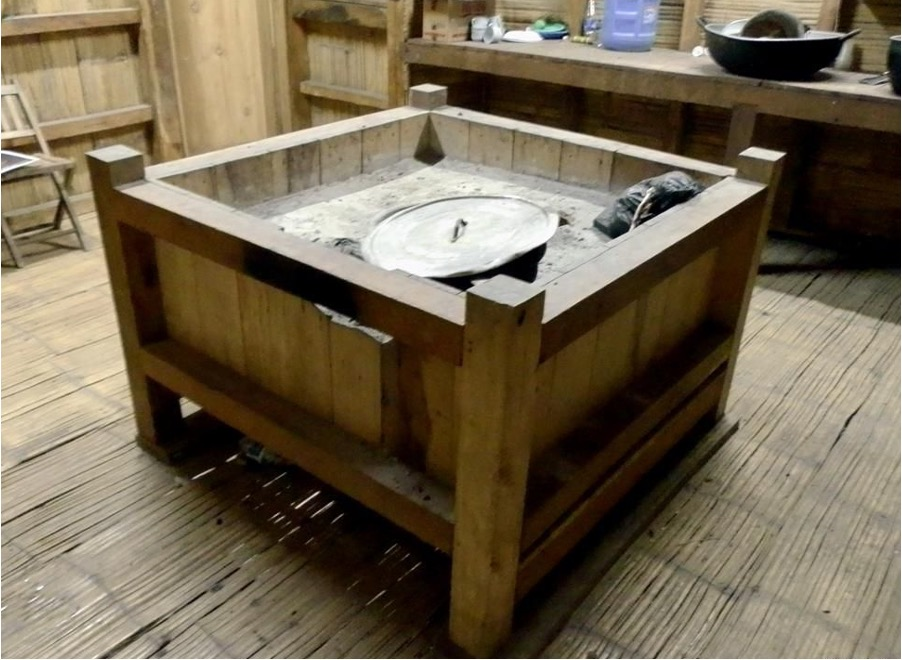
Horno manabita

El horno manabita, también conocido como fogón manabita, es un horno utilizado tradicionalmente en la provincia de Manabí y funciona como la base de la gastronomía de dicha provincia del Ecuador.

## Estructura
El horno es una caja con dimensiones aproximadas de 1 metro por 1.5 metros. Normalmente está llena de barro y se alimentada con fuego obtenido a través de la leña con el fin de preparar comida.
Los utensilios que se usan en el horno son usualmente platos de cerámica hechos de barro o de mate, que es un fruto seco que se obtiene en los bosques del litoral ecuatoriano. También se usan utensilios de madera que tienen varias funcionalidades desde el recogimiento de la comida como para tapar los platos. El horno ocupa el lugar central dentro de una habitación que funge como cocina en las tradicionales casas montuvias de Manabí.

## Utilización

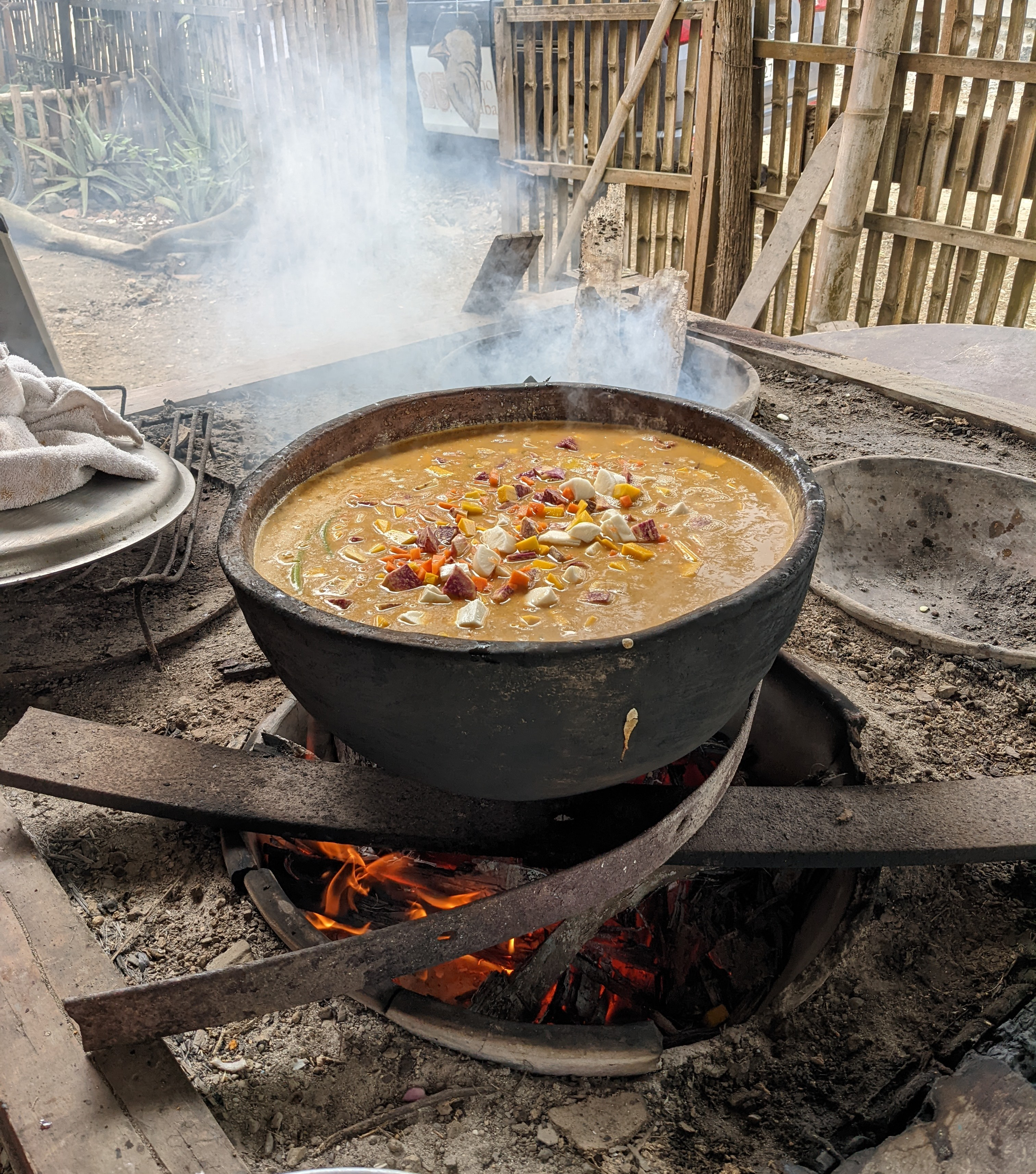
Viche manabita

Usando una de los dos platos de barro se colocan en un hueco en el horno de tal manerea que queden semi-enterradas. En el agujero donde se encuentran se ven rodeadas de arcilla, ceniza o arena lo que permite aislar y conservar el calor para acelerar la cocción. Tradicionalmente la caja de madera era construida por los hombres y las ollas eran realizadas por mujeres. La arcilla que rodea es normalmente juntada durante algunos días y se la cura, es decir se quita las impurezas y se la limpia para poder ser colocada en el horno. Por su parte las ollas son realizadas de manera manual por las mujeres y una vez terminadas deben ser curadas y calcinadas para que puedan ser utilizadas finalmente.

## Certificación patrimonial
La tradición oral está muy ligada a las técnicas culinarias de las que depende el horno manabita. El rescate y conservación de esta tradición es prioridad en Ecuador por lo que el 18 de abril de 2023 fue certificado oficialmente como Patrimonio Cultural del Ecuador, logrando así “un logro para todos los ecuatorianos y para quienes aman nuestra tierra, nuestra comida y nuestras costumbres"